# Hôtel Ritz Paris

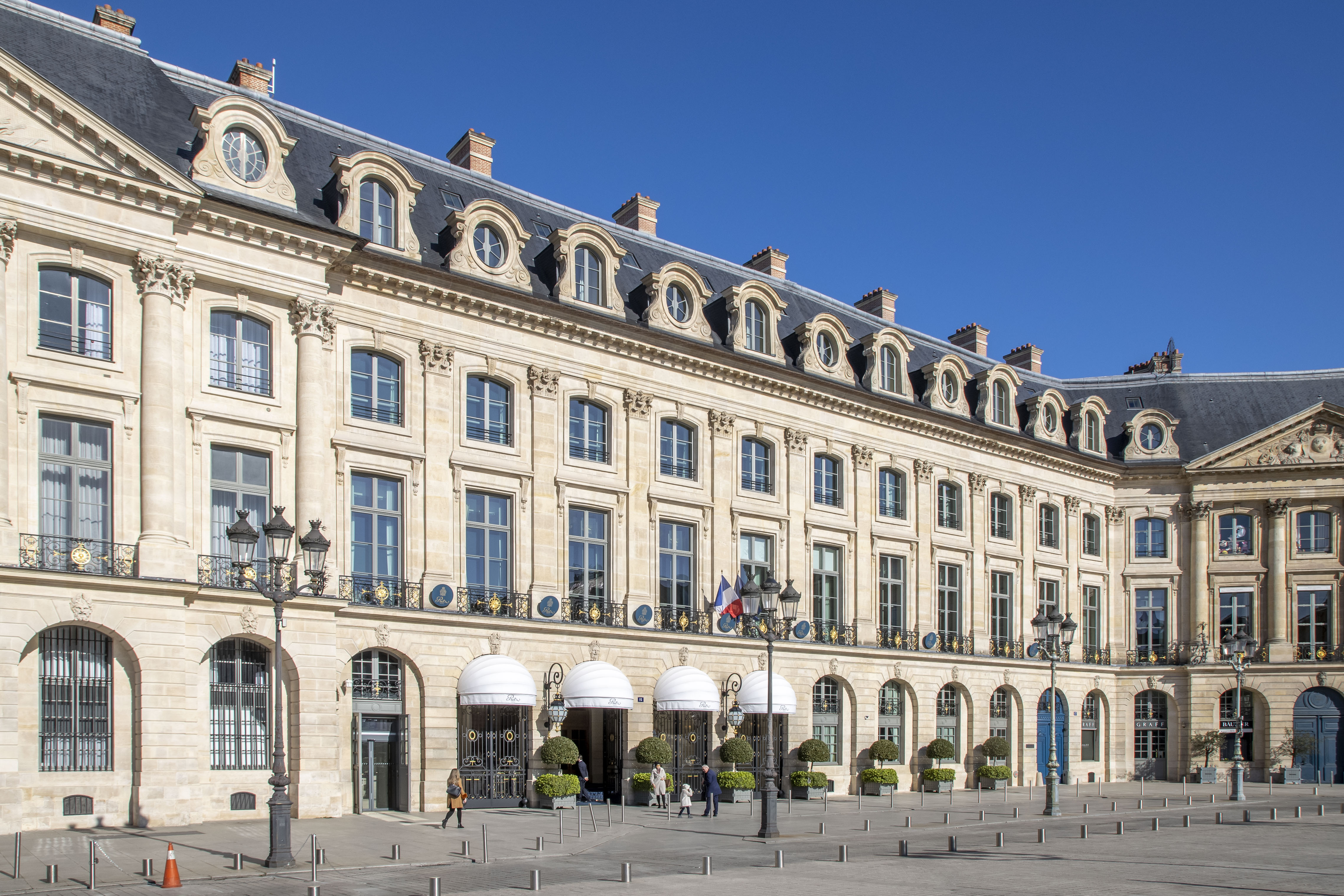
O Hôtel Ritz na Place Vendôme, em Paris.

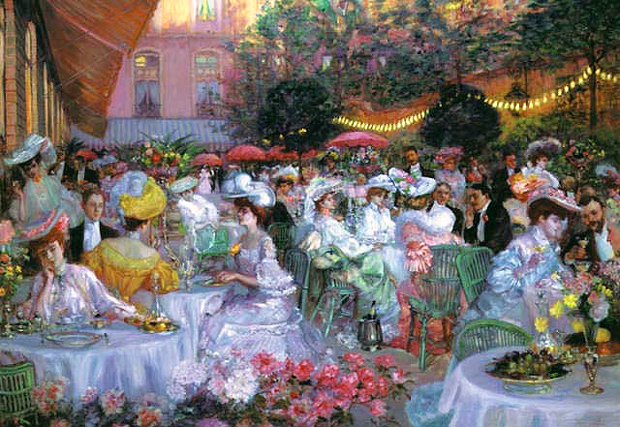
O jardim do Ritz, pintado pelo suíço Pierre Georges Jeanniot (1848-1934).

O Hôtel Ritz é um hotel localizado na Place Vendôme n° 15, no coração de Paris, França.

## História
O edifício foi construído no começo do século XVIII, como um domicílio privado. Em 1854, foi adquirido pelos Irmãos Péreire, que o transformaram no escritório principal de sua instituição financeira, Crédit Mobilier.
A fachada foi projetada por Jules Hardouin Mansart. Convertido em um hotel luxuoso por César Ritz, foi aberto em 1º de junho de 1898. Junto com os talentos culinários de Auguste Escoffier, Ritz fez do hotel sinônimo de opulência, serviço e de jantar fino.
O Hôtel Ritz consiste nos prédios de Vendôme e de Cambon, com quartos com vista para a Praça Vendôme. No lado oposto, estão quartos com vista para o famoso jardim do hotel. O Ritz virou o hotel favorito de muitas pessoas riquíssimas do mundo, e suítes luxuosas foram nomeadas a partir de seus notáveis patronos do passado; entre eles, Ernest Hemingway (a partir de quem um bar no hotel foi nomeado), F. Scott Fitzgerald, Marcel Proust, o rei Eduardo VII do Reino Unido, Elton John, Rodolfo Valentino, Charlie Chaplin, Greta Garbo, Coco Chanel. Chanel fez do Ritz sua residência por mais de trinta anos, até o dia de sua morte.
Em 1979, a família Ritz vendeu o hotel para o empresário egípcio Mohamed Al-Fayed, que o renovou e que, em 1988, acrescentou a Escola Ritz-Escoffier de Gastronomia Francesa. Na noite de sábado de 30 de agosto de 1997, o filho de Mohamed, Dodi Al-Fayed, e sua companheira, Diana, Princesa de Gales, jantaram pela última vez no hotel, saindo deste em uma Mercedes, dirigida pelo chauffeur Henri Paul, e sofrendo um trágico acidente um pouco depois da meia-noite dentro do túnel da Ponte d'Alma, perto do Ritz.
O hotel fechou no dia 1 de agosto de 2012 para passar por grandes trabalhos de reforma reabrindo em 6 de junho de 2016. No final da reforma, conta com 142 quartos e suites - antes eram 159.

Hôtel Ritz Paris.

## O Hotel em ficção
- A peça Semi-Monde de Noel Coward tomou lugar no Hôtel Ritz. A peça mostra a extravagância, a promiscuidade e a ultimamente vida cíclica de uma elite parisiense fictícia, entre 1924 e 1926.

- O hotel foi filmado no filme How to Steal a Million de 1966, com uma romântica cena entre Audrey Hepburn e Peter O'Toole.

- No romance Glamorama, de Bret Easton Ellis, um grupo de supermodelos implanta uma bomba caseira no hotel, resultando em seu colapso.

- Na comédia de Billy Wilder, de 1957, Love in the Afternoon, Audrey Hepburn inicia seu romance com Gary Cooper, numa suíte do hotel.

- Em O Código Da Vinci, o protagonista Robert Langdon fica hospedado no hotel enquanto está em Paris.

- No romance The Devil Wears Prada, de Lauren Weisberger, Andrea Sachs e Miranda Priestly ficam hospedadas no hotel enquanto estão em Paris.
- Em Good Omens, é o restaurante ao qual o anjo Aziraphale e o demônio Crowley vão para almoçar.

## Trivialidades
- Pamela Churchill Harriman, embaixadora dos Estados Unidos na França durante o governo de Bill Clinton em 1993, morreu no Hôtel Ritz Paris enquanto tomava seu habitual banho de piscina de manhã.
- A revista Forbes tem chamado Colin P. Field, balconista chefe do Bar Hemingway no hotel, de "O Maior Garçom de Bar do Mundo".
- Coco Chanel, fundadora da marca que leva seu próprio nome veio a falecer em 1971 no Hotel após ter morado em suas dependências durante anos.
- Foi o neste hotel que Lady Di, estava hospedada quando veio a falecer nas ruas de Paris devido a um acidente de carro com seu namorado em 1997.

## Ligação externa
- «Website do Hôtel Ritz Paris» (em inglês)
- «The Ritz Paris's Grand Reopening: A First Look Inside the Newly Renovated Hotel» (em inglês). artigo na Vogue  -  Portal de arquitetura e urbanismo